# Villa del Conte
Villa del Conte település Olaszországban, Veneto régióban, Padova megyében. Lakosainak száma 5592 fő (2023. január 1.). Villa del Conte Campo San Martino, San Martino di Lupari, Tombolo, San Giorgio in Bosco és Santa Giustina in Colle községekkel határos.

## Népesség
A település lakossága az elmúlt években az alábbi módon változott:
| Lakosok száma | 5549 | 5522 | 5592 |
|               | 2017 | 2018 | 2023 |